# Канал Форт — Клайд
Форт — Клайд (англ. Forth and Clyde Canal) — судноплавний канал у Шотландії, що проходить зі сходу на захід у найвужчій частині Шотландії. Він сполучає річки Клайд (за 10 км від Глазго) на заході і Форт на сході (біля міста Фолкерк, за 30 км від Единбургу). Довжина каналу — 56 км. На каналі встановлено 39 шлюзів і суднопідіймач Фолкеркське колесо, за допомогою якого він з'єднується з каналом Юніон.
Уведений в експлуатацію 1790 року.

## Галерея

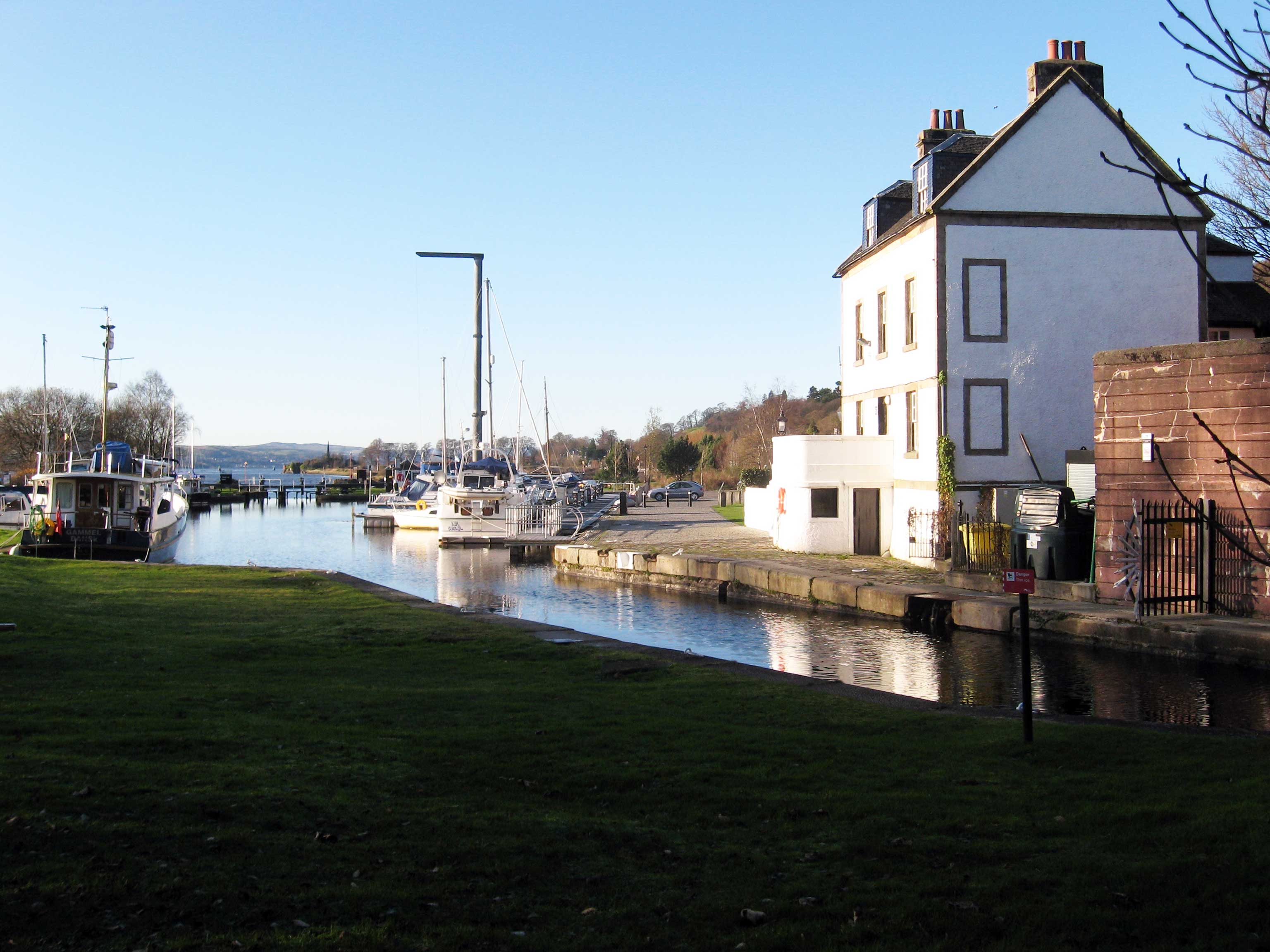
Канал біля села Боулінг — перед впадінням в річку Клайд.
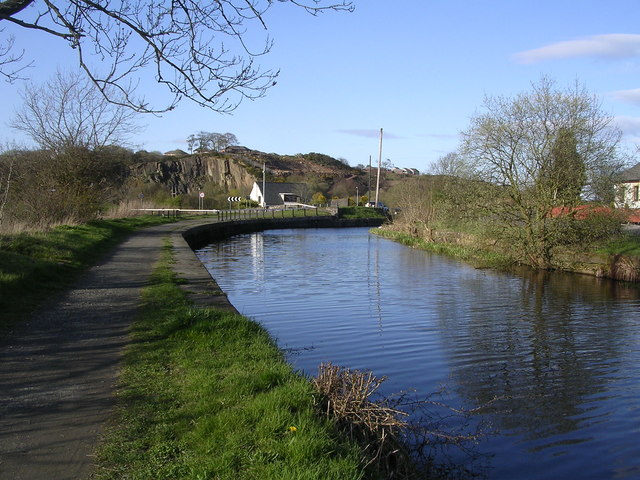
Канал Форт — Клайд у районі села Очінстері (Auchinstarry).
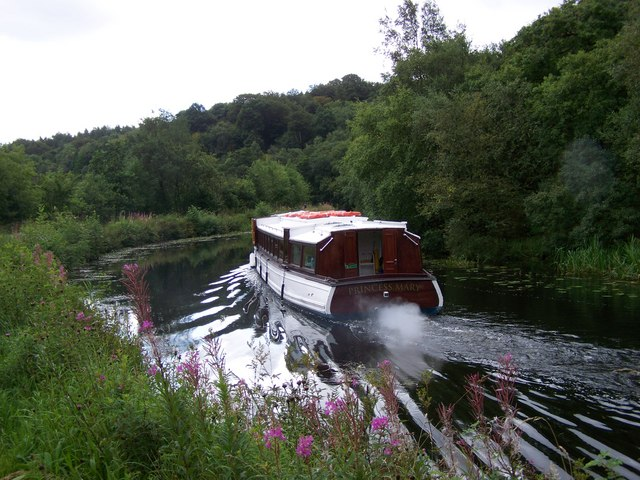